# Língua yucuna
Yucuna (Jukuna) é uma das línguas aruaques da Colombia. A extinta língua Guarú (Garú) era uma língua muito similar ou um dialeto da Yacuna.

## Fonologia
Os 20 fonemas do yukuna são:
- p, t, tʃ, k, ʔ ; s, h ; m, n, ɲ ; l, ɾ ; w, j
- i, e, a, ɔ, ʊ ; V́

## Escrita
O alfabeto latino usado pelo Yucuna não apresenta as letras B, D, F, K, V, W, X, Z; apresenta as formas Ñ, Ch, Ph, Th, Hu;

## Amostra de texto
Pai Nosso
Huara'apá, je'echú chu i'imacare. Palájne'eque huani picá. Piyuqueja ina'uqué huacára'ajeri penaje picá. Huahuata caja pi'imacá Huahuacára'ajeri. Huahuata caja ina'uqué la'acá maare eja'ahuá chu nacaje pihuátaca que, je'echú chu nala'acá que caja. Pa'á huajló a'ajnejí chuhuajá, huajñácaloje penaje. Pamó huachaje pu'uhuaré huala'acare liyá, huamaco ajopana chaje chapú nala'acare huecá liyá que caja. Piyuríniya nacaje a'acá huame'é rijluhua, huala'acá piyá pu'uhuaré raú. Pi'imatá caja huecá pu'uhuaré la'ajeño huacára'ajeri liyá. Huahuacára'ajeri huani picá. Picá hue'epiri piyuqueja nacaje la'acana nacojé. Matajnaco pi'imajica. Caja queja pi'imajica palánija.